# Berenguel de Landória

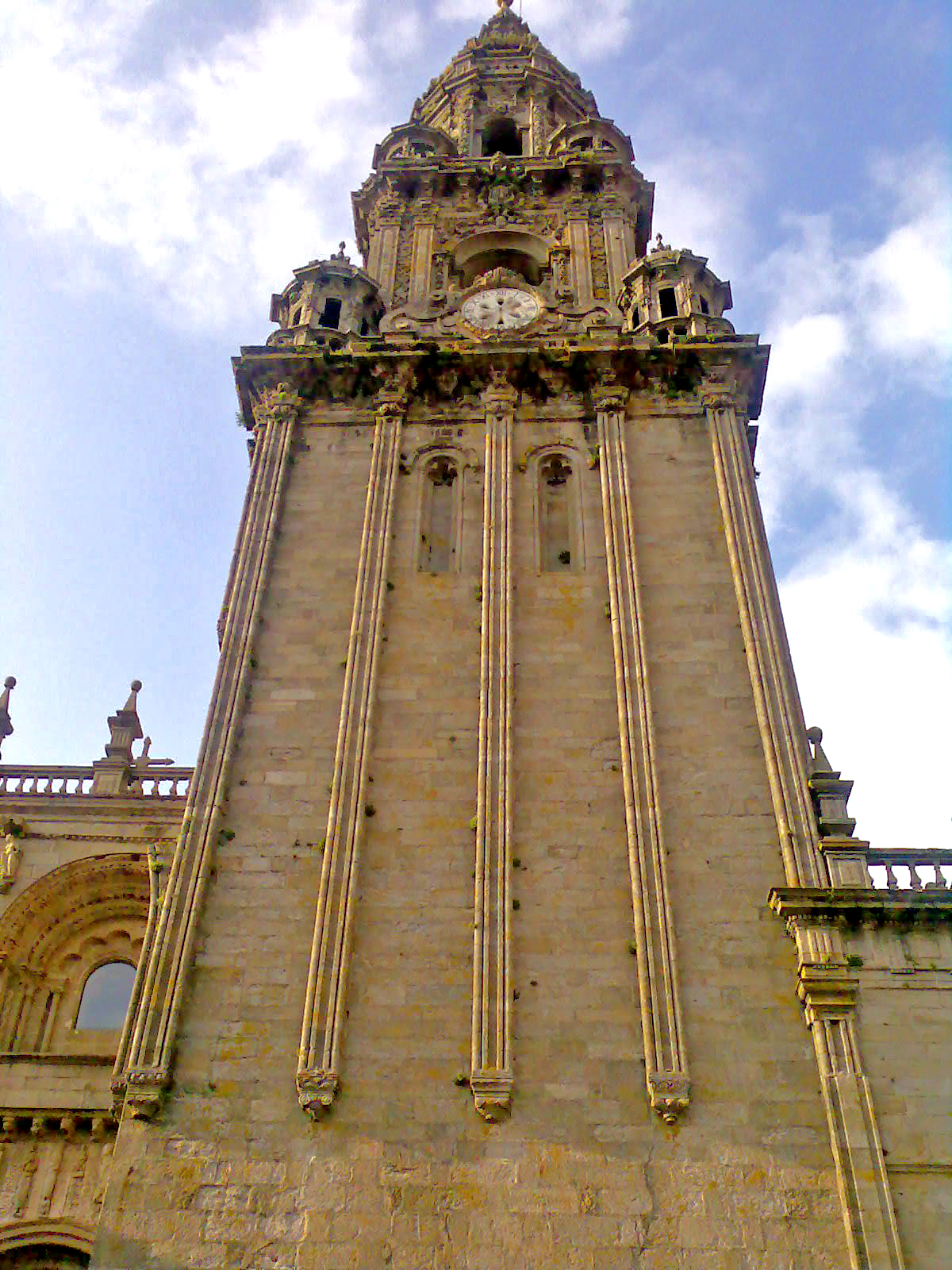
Torre da Berenguela, que foi mandada construir por Berenguel de Landória e logo reformada numa esplêndida amostra do barroco compostelano por Domingo de Andrade, também conhecida como Torre do Relógio.

Bérengar de Landore conhecido como Berenguel de Landória ou de Landoira (1262-1330), arcebispo de Santiago de Compostela em 1317. Foi um dos protagonistas de uma época convulsa da Igreja, durante sua sede em Avinhão e também convulsa em Compostela. Uma das torres da catedral de Santiago leva o seu nome, pois foi ele quem a mandou construir.

## Biografia
Nasceu no Sul da França em 1262, segundo filho dos condes de Rodez, e criou-se numa das cortes mais importantes da época, que cultivava a poesia trovadoresca e demais artes. Ao impor-se o morgado, viu-se obrigado a pôr-se ao serviço da igreja. Berenguel ascendeu rápido na igreja, até tornar-se íntimo amigo de João XXII. Chegou a ser Mestre Geral da ordem dos pregadores, organizando as missões dos monges peregrinos. Iniciou a tendência para o tomismo na ordem dominicana e lutou contra a linha de Durando de Saint-Pourçain. Solicitou a Bernardo Gui que compusesse um substituto para a Lenda Dourada de Jacobe da Voragine.
Em 15 de Julho de 1317, foi nomeado arcebispo de Santiago de Compostela, com 55 anos. Onze meses depois empreende caminho para a Santiago para encarregar-se do seu emprego.
O bispo tratou de entrar no burgo quatro vezes, das quais 3 foram emboscadas. Este planeou as táticas de ataque no seu castelo da localidade corunhesa de Padrón e Noia aliando-se com outros nobres. Até 1322 não pôde tomar posse do cargo, pois existia um rival galego. Residiu algum tempo em Noia, onde celebrou um sínodo. Seu triunfo foi cruento. Iniciou importantes trabalhos na Catedral de Santiago de Compostela, e trouxe várias relíquias. Foi-lhe dedicada uma torre da Catedral de Santiago, a chamada Berenguela, utilizada primeiro como torre vigia e depois como campanário.

## Obras
Seu Lumem animæ, seu liber moralitatum Magnarum rerum naturalium foi impresso em 1482 por Matthias Farinator.